# 本古埃山
本古埃山(英語：Mont Bengoué)是西非國家加蓬的山脈，位於該國東部奧果韋-伊溫多省，處於夏于山脈東部，海拔高度1,070米，本古埃山是該國的最高點。